# Bocicoiu Mare
Bocicoiu Mare é uma comuna romena localizada no distrito de Maramureș, na região histórica da Transilvânia. A comuna possui uma área de 24.02 km² e sua população era de 4461 habitantes segundo o censo de 2007.